# Resrva Biológica Jatun Sacha
Resrva Biológica Jatun Sacha är ett naturreservat i Ecuador.   Det ligger i kantonen Cantón Tena och provinsen Napo, i den centrala delen av landet, 140 km sydost om huvudstaden Quito.